# Phyllanthus echinospermus
Phyllanthus echinospermus là một loài thực vật có hoa trong họ Diệp hạ châu. Loài này được C.Wright miêu tả khoa học đầu tiên năm 1870.